# 北条宗時
北条 宗時（ほうじょう むねとき）は、平安時代末期の武将。北条時政の長男。兄弟姉妹に北条政子・北条義時・阿波局・北条時房ほか。通称は三郎。

## 生涯
伊豆国の豪族北条時政の嫡男として生まれる。
治承4年（1180年）8月17日、源頼朝の平家打倒の挙兵時に、北条氏は兵力の中心を務め、伊豆目代・山木兼隆邸の襲撃に宗時は父時政、弟義時と共に、襲撃隊の先導役を務めている。
8月23日、頼朝軍300騎は相模国足柄下郡石橋山（小田原市）に陣を構え、大庭景親率いる平氏方3000騎と戦ったが大敗北した（石橋山の戦い）。翌24日、景親らは追撃の手を緩めず、頼朝軍は山中に逃げ込んだ。
土肥実平の進言により、分散して再挙を図るために、北条氏は頼朝と別行動を取ることとなった。時政と義時は箱根湯坂を経て甲斐国へ向かった。
宗時は山を降り桑原に降り、伊豆国の平井郷（静岡県田方郡函南町平井）を経て、早河のあたりで平家方の伊東祐親軍に包囲され、小平井久重に射られて討たれた。
父時政は建仁2年（1202年）6月、夢のお告げがあったとして宗時の菩提を弔うため伊豆国北条に下向している。
函南町の函南駅の近くに宗時の墓がある。

## 異説
- 歴史学者の坂井孝一は、宗時は時政の長男ではあったが政子よりは年下、すなわち政子は姉であったとする。坂井は政子が誕生したとされる保元2年（1157年）には父の時政は20歳であることや、弟の義時が長寛元年（1163年）生まれと時間差があることから、宗時は政子と義時の間に生まれた第二子と考えるのが妥当で、男子を列記した後に女子を記載する当時の系図の作成方法によって本来は政子の弟である筈の宗時が時政の第一子・政子の兄と誤認されるようになったとしている[4]。なお、宗時が没した治承4年（1180年）当時、政子が24歳、義時が18歳であるため、宗時がその間の子とすれば、ある程度まで年齢を絞ることができる。
- 歴史学者の細川重男は、宗時は牧宗親を烏帽子親として元服し、その偏諱を与えられた可能性を指摘している。宗親は時政の後室になる牧の方の実兄であることからその縁で烏帽子親になった可能性も想定されるが、時政と牧の方の婚姻時期については諸説あり、細川自身は北条氏と牧氏の関係は時政の婚姻以前から続くもので、宗時の元服は婚姻前の出来事としている[5]。
- 幼名を若王丸といい、16歳の時に出陣した戦場で右腕を切り落とされたため、家臣とともに信濃国安曇郡の仁科氏領へ隠居し、同地で没したという伝説がある[6]。現在でも北条屋敷として地名が残り、若宮社として祀られている。

## 画像

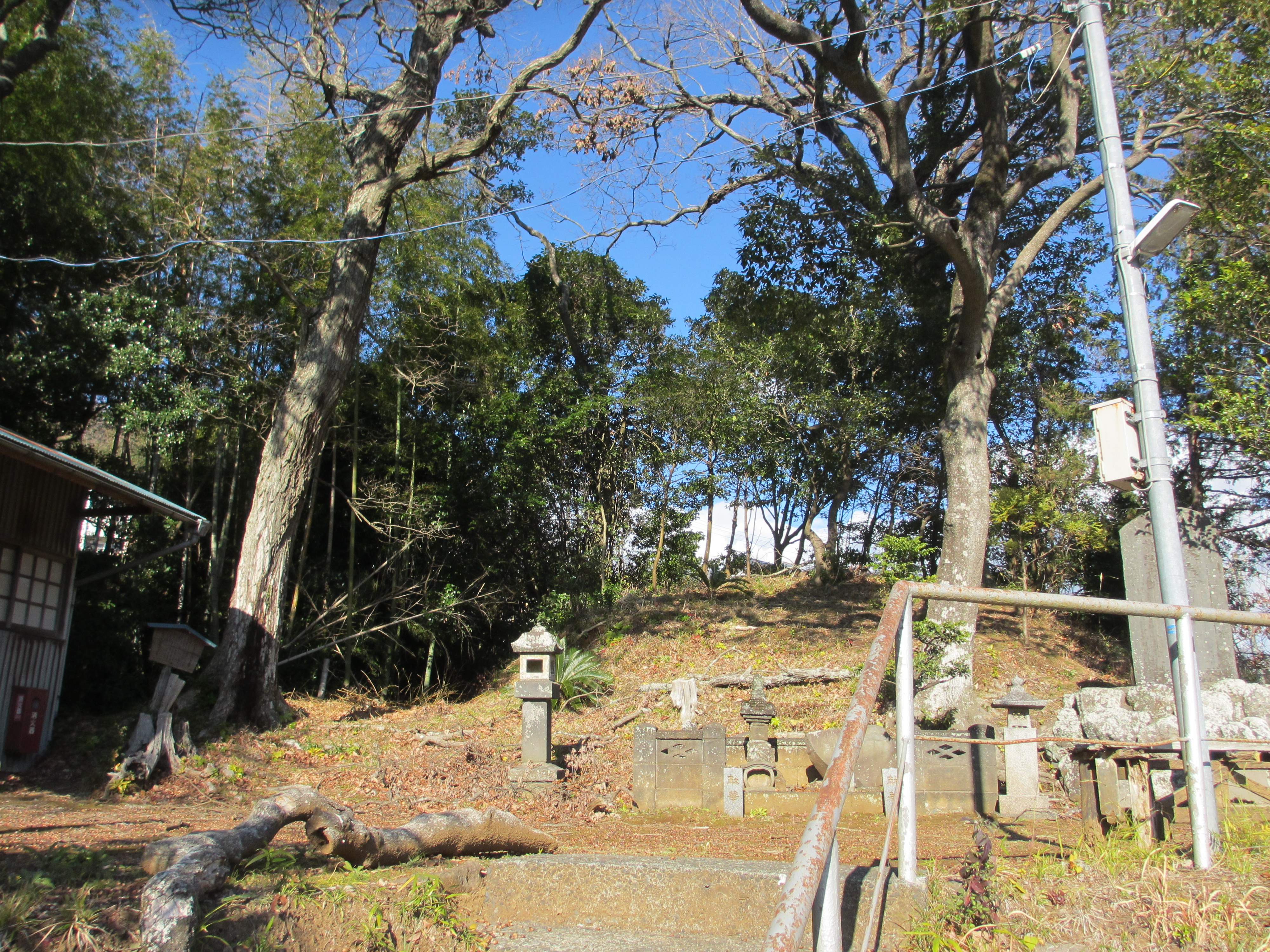
北条宗時公墓全体像（静岡県田方郡函南町大竹、函南駅改札出て右下り右手丘陵）
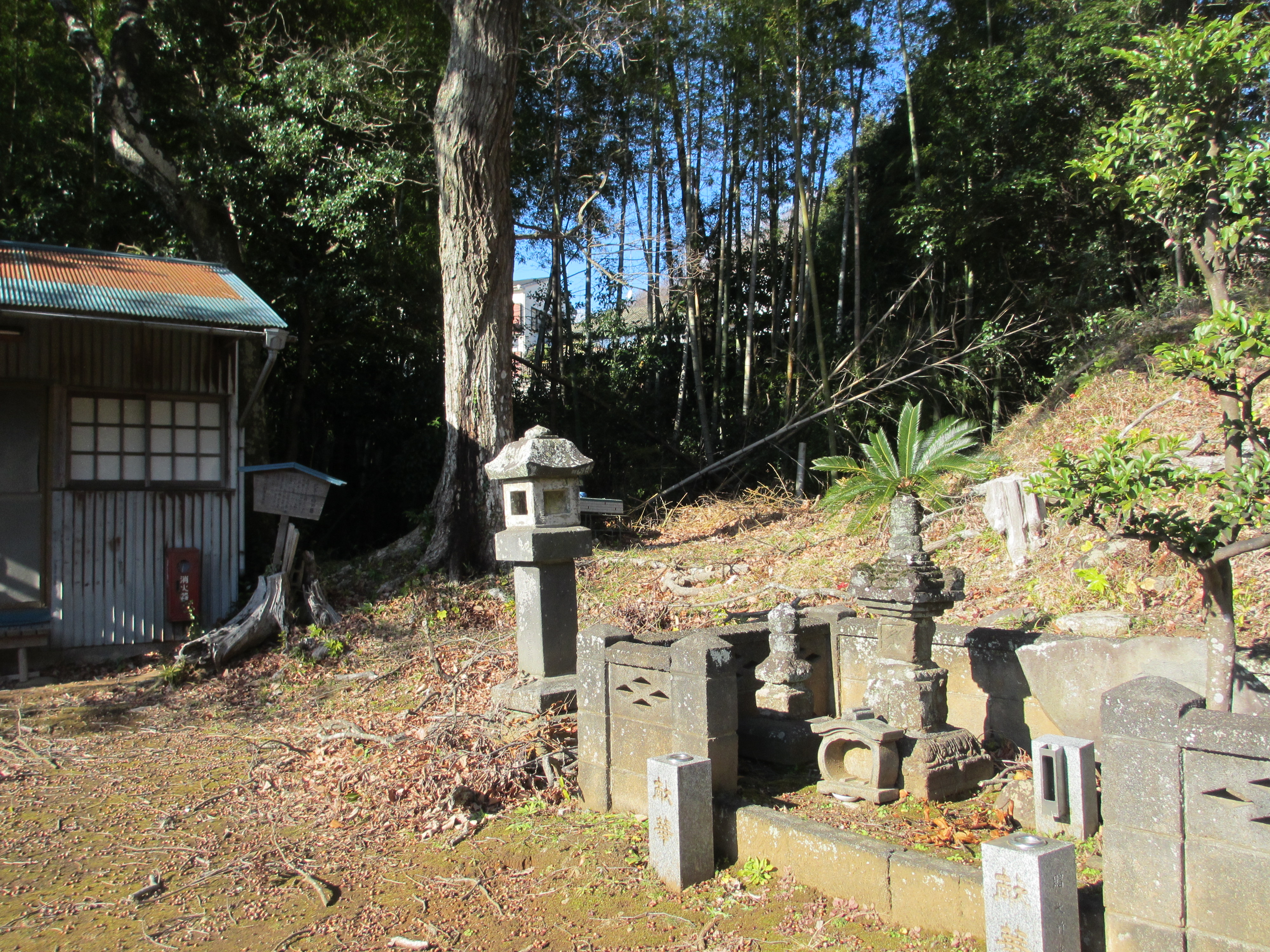
北条宗時公墓詳細部（手前が北条宗時公供養塔、奥は狩野（工藤）茂光公供養塔）

## 関連作品
映画
- 富士に立つ若武者（1961年、東映） - 演：岡田英次

テレビドラマ
- 北条政子（1970年、テレビ朝日） - 演：中村敦夫
- 草燃える（1979年、NHK大河ドラマ） - 演：中山仁
- 鎌倉殿の13人（2022年、NHK大河ドラマ） - 演：片岡愛之助